# Plan mobilizacyjny „PM-58”
Plan mobilizacyjny „PM-58” – jeden z planów mobilizacyjnych ludowego Wojska Polskiego.

## Charakterystyka
W latach 1949–1951 w Sztabie Generalnym Wojska Polskiego opracowany został plan mobilizacyjny „PM-1”. Braki w środkach materiałowych i sprzęcie wojskowym przesądziły o  rezygnacji z „PM-1”, a  1953 zdecydowano się na opracowanie nowego dokumentu pod nazwą plan mobilizacyjny „PM-53”. Oba te plany nie uwzględniały w dostatecznym zakresie potrzeb operacyjnego rozwinięcia i użycia SZ oraz nie były dostosowane do warunków funkcjonowania i możliwości państwa. 
W 1956 zaczęto prowadzić prace nad kolejnym planem mobilizacyjnym. Zwrócono uwagę na dokładne jego zsynchronizowanie z planem operacyjnym. Zawierać miał on precyzyjne zadania dla wojsk, organizację zabezpieczenia działań bojowych oraz organizację i sposoby zabezpieczenia technicznego i kwatermistrzowskiego.
W nowym dokumencie – planie mobilizacyjnym „PM-58” terminy zakończenia mobilizacji oraz miejsca dyslokacji dostosowano do potrzeb wynikających z planu operacyjnego. Wprowadzono zasadę terytorialności uzupełnienia. W jednostkach mobilizujących zapoczątkowano wydzielanie określonych sił i środków na potrzeby realizacji przedsięwzięć mobilizacyjnych, a w jednostkach pierwszego rzutu wydzielano nieetatowe grupy mobilizacyjne w celu przeprowadzenia mobilizacji w koszarach. Na potrzeby jednostek nowo formowanych przewidziano tworzenie etatowych grup organizacyjno-przygotowawczych, których zadaniem było przeprowadzenie mobilizacji jednostek formowanych od nowa na bazie zawiązków (zalążków) wydzielanych z jednostek istniejących w czasie pokoju. Dowódcom jednostek mobilizujących zezwolono również na  wcześniejsze powołanie z rezerwy własnymi siłami określonej liczby kierowców do pojazdów pozostających na „zapasie nienaruszalnym”. 